# Viru Vangla

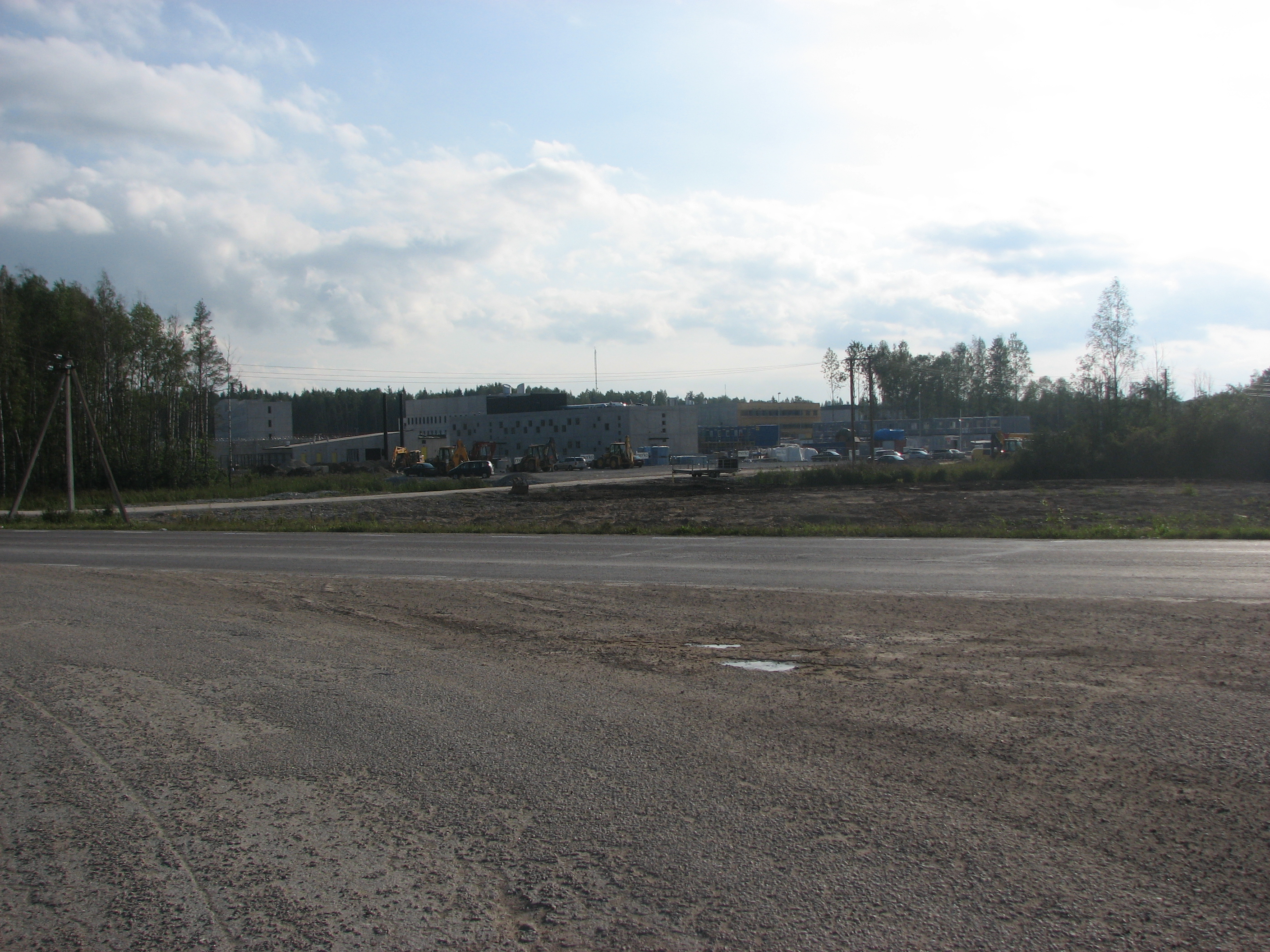
Außenansicht des Gebäudes

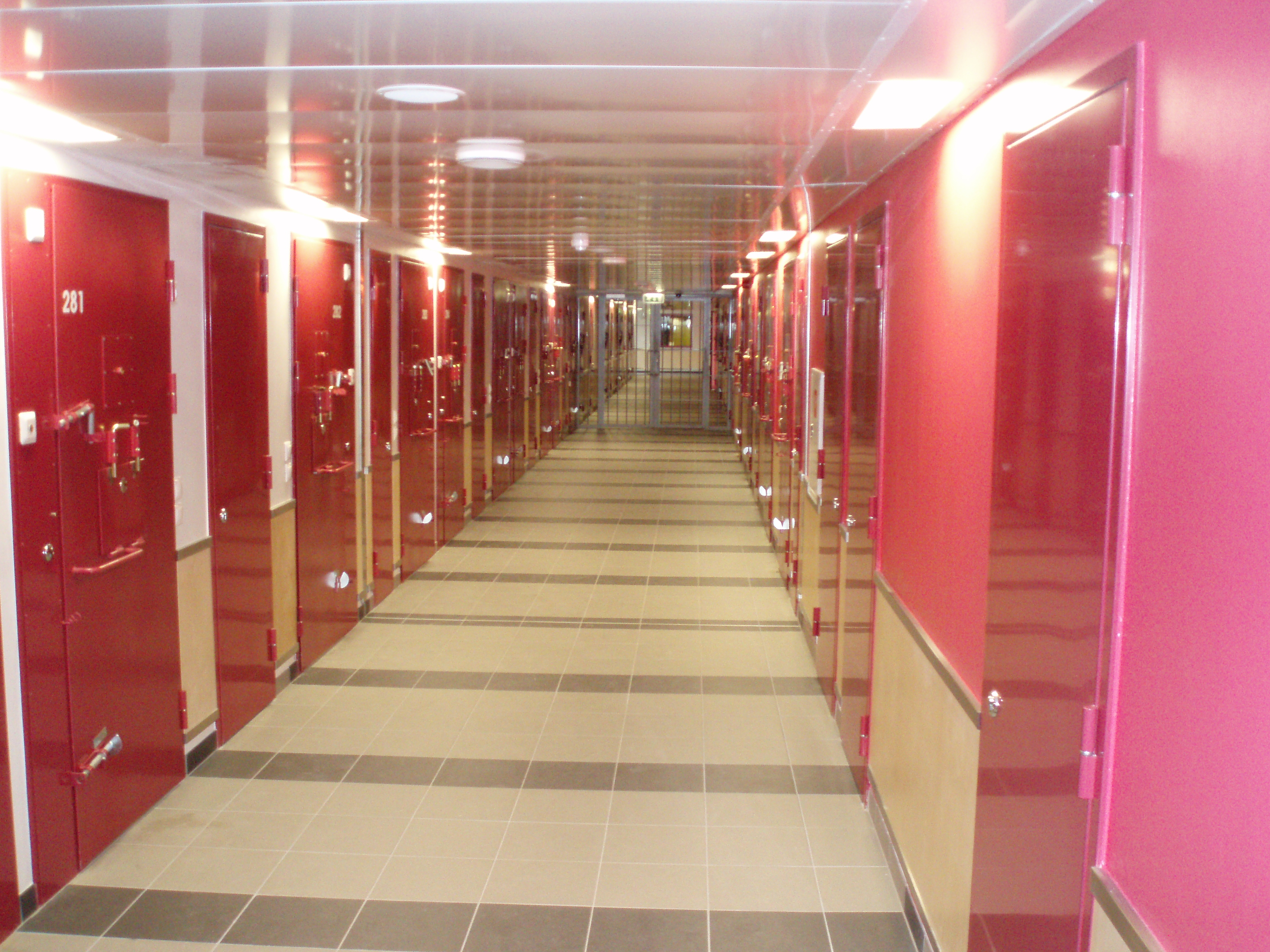
Zellentrakt

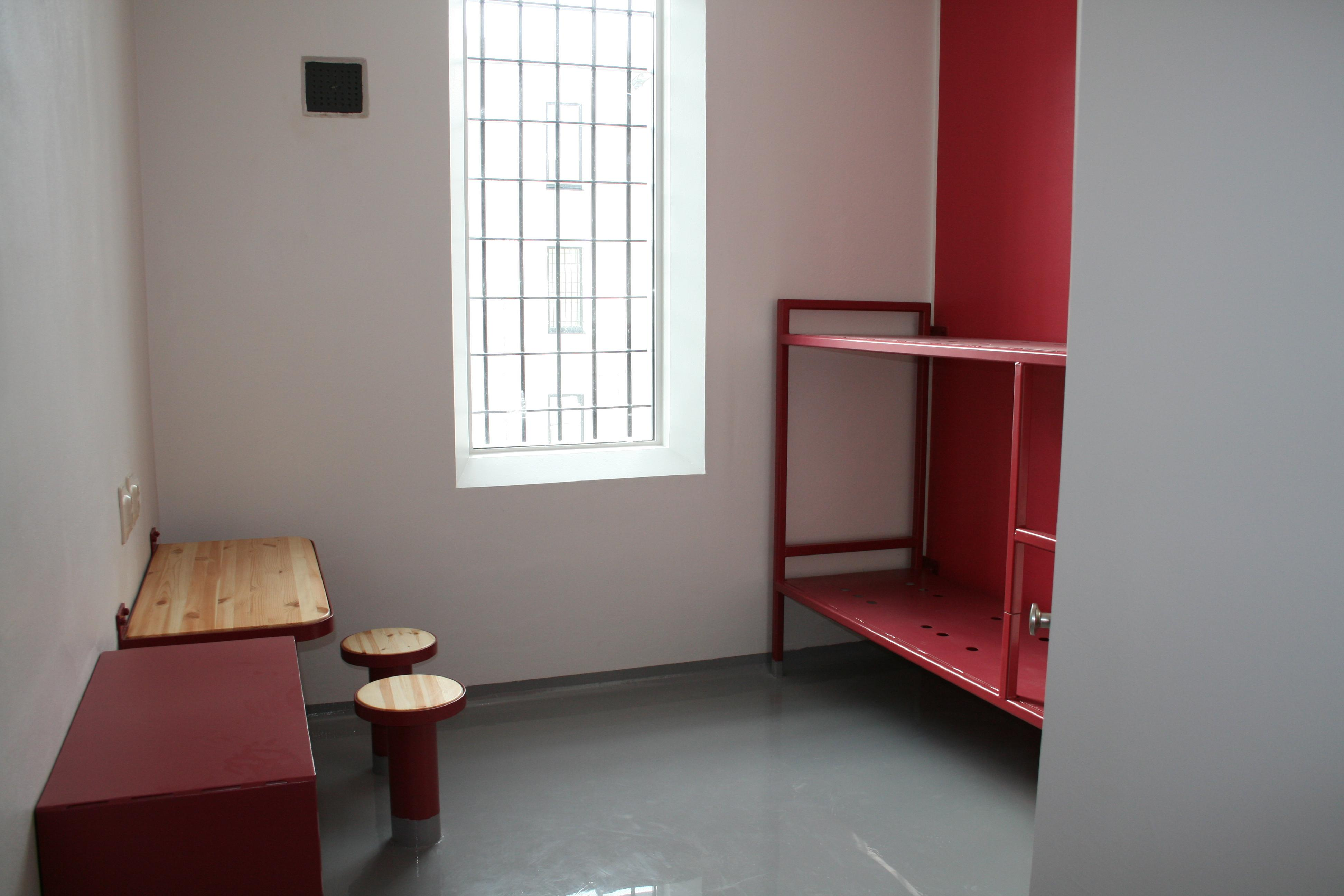
Zelle für zwei Häftlinge

Das Viru Vangla (deutsch „Gefängnis Viru“) ist eine Hochsicherheits-Haftanstalt im estnischen Kreis Ida-Viru. Das Gefängnis liegt im Osten der Stadt Jõhvi. Es wird vom estnischen Justizministerium beaufsichtigt.

## Bau
Das Viru Vangla wurde am 29. Juli 2008 als modernste der fünf Haftanstalten in der Republik Estland eingeweiht. Die Bauzeit betrug fast zwei Jahre. Die Baukosten lagen bei 1,2 Mrd. Estnische Kronen (ca. 76,7 Mio. Euro).
Das Viru Vangla entspricht den Standards der Europäischen Union, der Estland 2004 beitrat.

## Häftlinge
Die 14 Gebäude der Justizvollzugsanstalt bieten Platz für 1.000 Häftlinge und 75 Freigänger. Hinzu kommen 150 Arrestzellen der estnischen Polizei. Teil des Gefängnisses ist eine Jugendhaftanstalt. Die Gesamtfläche des Komplexes beträgt 16 Hektar.
Die Haftanstalt beschäftigt derzeit 350 Angestellte, davon knapp 250 Justizvollzugsbeamte. Neben Sportmöglichkeiten bietet das Viru Vangla Arbeits- und Ausbildungsmöglichkeiten für die Inhaftierten. Daneben gibt es eine Kirche, Räume für Sozialarbeiter und Schulungszimmer.